# Frankrikes Grand Prix 1954
Frankrikes Grand Prix 1954 var det fjärde av nio lopp ingående i formel 1-VM 1954. 

## Resultat
1. Juan Manuel Fangio, Mercedes-Benz, 8 poäng
2. Karl Kling, Mercedes-Benz, 6
3. Robert Manzon, Ecurie Rosier (Ferrari), 4
4. Prince Bira, Bira (Maserati), 3
5. Luigi Villoresi, Maserati, 2
6. Jean Behra, Gordini

### Förare som bröt loppet
- Paul Frère, Gordini (varv 50, drivaxel)
- Maurice Trintignant, Ferrari (36, motor)
- Onofre Marimón, Maserati (27, växellåda)
- Louis Rosier, Ecurie Rosier (Ferrari) (27, motor)
- Roberto Mières, Roberto Mières (Maserati) (24, motor)
- Ken Wharton, BRM (Maserati) (19, transmission)
- Harry Schell, Harry Schell (Maserati) (19, bränslepump)
- Hans Herrmann, Mercedes-Benz (16, motor) 1 poäng
- Roy Salvadori, Gilby Engineering (Maserati) (15, bakaxel)
- José Froilán González, Ferrari (13, motor)
- Lance Macklin, HWM-Alta (10, motor)
- Mike Hawthorn, Ferrari (9, motor)
- Georges Berger, Georges Berger (Gordini) (9, motor)
- Jacques Pollet, Gordini (8, motor)
- Alberto Ascari, Maserati (1, transmission)

### Förare som ej startade
- Sergio Mantovani, Maserati